# Scaevola procera
Scaevola procera är en tvåhjärtbladig växtart som beskrevs av Wilhelm B. Hillebrand.
Scaevola procera ingår i släktet Scaevola och familjen Goodeniaceae. Inga underarter finns listade i Catalogue of Life.